# Marcell von Rappard
Julius Marcell von Rappard (* 27. Mai 1804 in Lubnice, Südpreußen; † 7. November 1865 in Kempen in Posen) war ein preußischer Landrat im Kreis Schildberg (1852–1865) in der Provinz Posen. Er besaß das Rittergut Dzietzkowice im Kreis Wollstein und wirkte dort als Kreisgerichtsrat.